# Nemecká
Nemecká é um município da Eslováquia, situado no distrito de Brezno, na região de Banská Bystrica. Tem 24,63 km² de área e sua população em 2018 foi estimada em 1.786 habitantes.

## Demografia
| Ano:        | 1994 | 2004   | 2014   | 2024   |
| ----------- | ---- | ------ | ------ | ------ |
| Broj ljudi: | 1708 | 1813   | 1826   | 1691   |
| Razlika:    |      | +6,14% | +0,71% | -7,39% |

| Ano:               | 2023 | 2024   |
| ------------------ | ---- | ------ |
| Número de pessoas: | 1694 | 1691   |
| Diferença:         |      | -0,17% |